# Dystrykt Moyamba
Dystrykt Moyamba – dystrykt w Sierra Leone. Stolicą jest Moyamba. W 2004 roku w tejże jednostce administracyjnej mieszkało 260 tys. ludzi. 
Liczba ludności dystryktu w poszczególnych latach:
- 1963 – 167 425
- 1974 – 188 745
- 1985 – 250 514
- 2004 – 259 617